# Vaux-sur-Somme
Vaux-sur-Somme (picardisch: Veux-su-Sonme) ist eine nordfranzösische Gemeinde mit 272 Einwohnern (Stand 1. Januar 2022) im Département Somme in der Region Hauts-de-France. Die Gemeinde liegt im Arrondissement Amiens, im Kanton Corbie und ist Teil der Communauté de communes du Val de Somme.

## Geographie
Die im Tal am nördlichen Ufer der Somme gelegene, unmittelbar nordöstlich an Corbie angrenzende Gemeinde wird im nördlichen Gemeindegebiet von der Départementsstraße D1 durchzogen. Eine Brücke (Pont de Vaux) verbindet Vaux mit der südlich der Somme gelegenen Gemeinde Vaire-sous-Corbie. Die Étangs de La Barette erstrecken sich bis nach Corbie.

## Geschichte
Die Gemeinde erhielt als Auszeichnung das Croix de guerre 1914–1918. Im Jahr 1918 wurde in der Nähe von Vaux-sur-Somme Manfred von Richthofen, einer der bekanntesten Jagdflieger Deutschlands im Ersten Weltkrieg, abgeschossen.
| 1962 | 1968 | 1975 | 1982 | 1990 | 1999 | 2006 | 2018 |
| ---- | ---- | ---- | ---- | ---- | ---- | ---- | ---- |
| 219  | 229  | 208  | 224  | 320  | 339  | 329  | 307  |

## Sehenswürdigkeiten
- Die im Ersten Weltkrieg unzerstört gebliebene, 1836 aus Kalkstein errichtete Kirche Saint-Gildard.

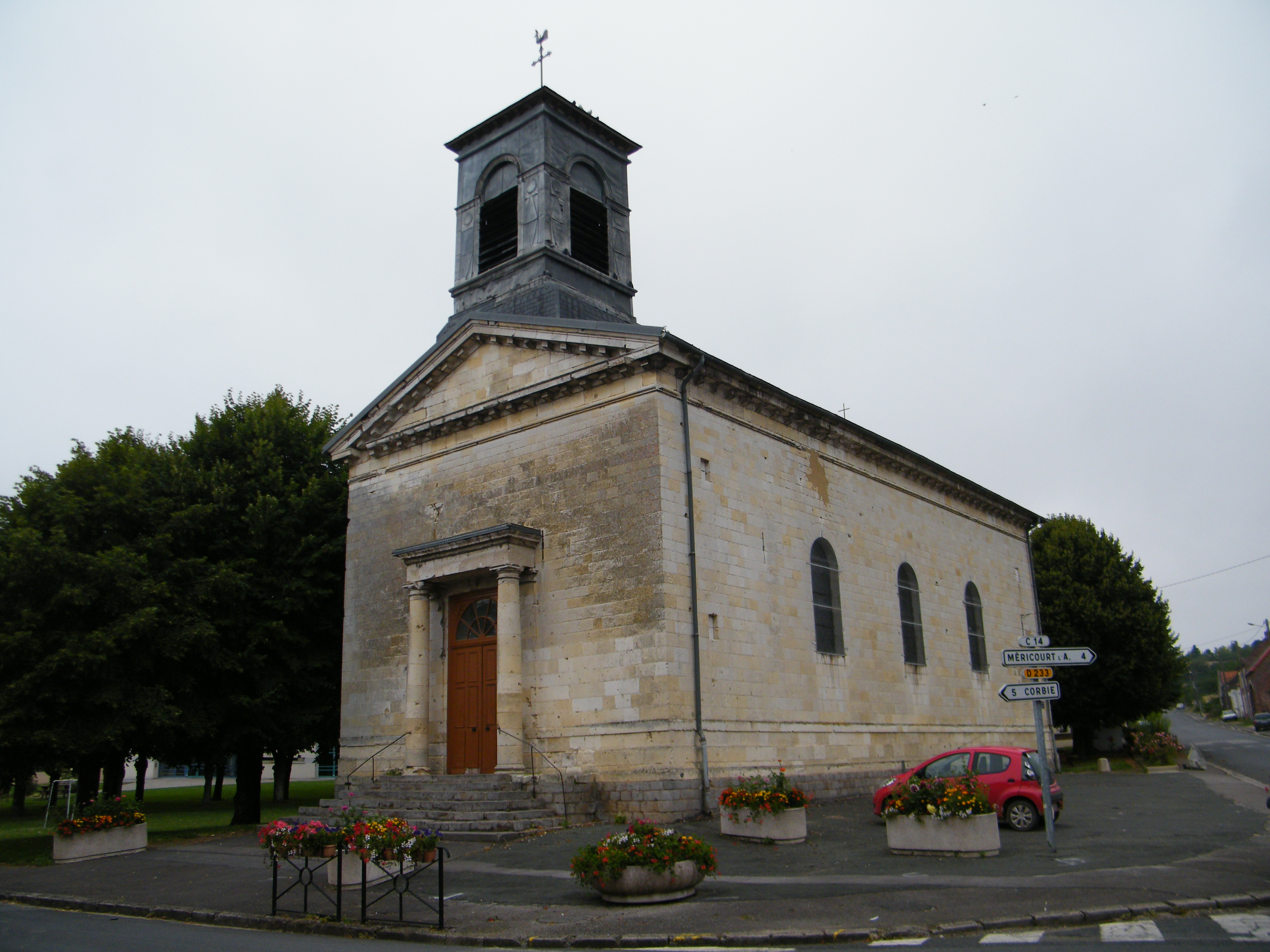
Kirche Saint-Gildard